# Distributed Denial of Secrets
Distributed Denial of Secrets, littéralement en français : Déni distribué de secrets, abrégé DDoSecrets, est un site à but non lucratif fondé en 2018 qui publie des fuites d'informations. Parfois appelé le successeur de WikiLeaks,, il est surtout connu pour sa publication en juin 2020 d'une grande collection de documents internes de la police, connue sous le nom de BlueLeaks. Le groupe a également publié des données sur des oligarques russes, des groupes fascistes, des sociétés écrans, les paradis fiscaux, les banques aux îles Caïmans, ainsi que des données extraites de Parler en janvier 2021 et de la fuite Gab de février 2021. Le groupe est également connu pour avoir publié des courriels de responsables militaires, de la mairie de Chicago et du département de la police métropolitaine de Washington DC. En avril 2022, le site héberge des dizaines de téraoctets de données provenant de plus de 200 organisations,.
Le site est une source fréquente pour d'autres médias. Les fuites du site ont entraîné ou contribué à de multiples enquêtes gouvernementales, y compris la deuxième procédure de destitution du président Donald J. Trump,,. Pendant la guerre russo-ukrainienne, le site est considéré comme l'un des meilleurs répertoire public de tous les fichiers russes divulgués depuis le début de l'invasion.

## Histoire
Distributed Denial of Secrets a été fondée par Emma Best, une journaliste américaine de la sécurité nationale connue pour avoir déposé de nombreuses demandes d'accès à l'information, et un autre membre du groupe connu sous le nom de The Architect. Selon Best, The Architect, qu'ils connaissaient déjà, les a approchés et a exprimé leur désir de voir une nouvelle plate-forme pour les matériaux divulgués et piratés, ainsi que d'autres ensembles de données pertinents. L'architecte a fourni l'expertise technique initiale pour le projet. Lors de son lancement public en décembre 2018, le site contenait plus d'un téraoctet de données provenant de la plupart des fuites les plus médiatisées. Le site envisageait à l'origine de rendre toutes les données publiques, mais après des retours, certaines d'entre elles n'étaient accessibles qu'aux journalistes et aux chercheurs.
Best est la représentante du groupe, qui répertorie ses membres. En février 2019, ils ont déclaré à Columbia Journalism Review que moins de 20 personnes travaillaient sur le projet. Selon Best, plusieurs premiers membres du projet ont été poussés à un travail de transparence radical en raison de leurs antécédents avec l'État, qu'ils ont comparés à Chelsea Manning et à d'autres lanceurs d'alerte.  En avril 2021, leur site internet recensait 10 membres et conseillers.
En décembre 2019, Distributed Denial of Secrets annonce sa collaboration avec l' Organized Crime and Corruption Reporting Project En mai 2020, DDoSecrets s'est associé à European Investigative Collaborations et à l' école de journalisme Henri-Nannen-Journalistenschule. En juin 2020, le compte Twitter DDoSecrets est suspendu en réponse à BlueLeaks, citant une violation de leurs politiques contre la "distribution de matériel piraté"  dans une décision qui a été critiquée comme créant un "précédent dangereux".
En décembre 2020, le groupe a annoncé son affiliation à l'Institut des sciences sociales quantitatives de l'Université Harvard.
DDoSecrets et les personnes à l'origine du projet ont été décrites par Wired comme un "collectif de la transparence des militants des données"  et un successeur de WikiLeaks,  par le Congressional Research Service, Organized Crime and Corruption Reporting Project, Human Rights Watch et The Nation en tant que "collectif de transparence" par The Hill en tant que "collectif leaktiviste", par Columbia Journalism Review en tant que "collectif de journalistes", par Brookings Institution en tant que " un collectif de journalistes de style WikiLeaks » par le New York Times en tant que « groupe de surveillance », et Business Insider en tant que « groupe de défense de la liberté d'information », en tant qu'« alternative à WikiLeaks " par Columbia Journalism Review, Krebs On Security, ZDNet, et Forbes , et comme "l'organisation la plus influente sur Internet" par VICE News ." .
En 2019, le Congressional Research Service reconnait Distributed Denial of Secrets comme un collectif de transparence. En 2020, la stratégie américaine de contre-espionnage décrit les leaktivists et les organisations de divulgation publique comme Distributed Denial of Secrets comme des «menaces importantes», aux côtés de cinq pays, trois groupes terroristes et des «organisations criminelles transnationales»,. Un bulletin de juin 2020 créé par le Bureau du renseignement et de l'analyse du département de la Sécurité intérieure les décrit comme un "groupe de hackers criminels". Des éléments du rapport ont été contestés comme inexacts par des médias tels que The Verge.
Le mois suivant, l' Internal Revenue Service (IRS) a reconnu le groupe comme une organisation à but non lucratif 501(c)(3).

## Publications

### 2018
En décembre 2018, DDoSecrets répertorie une fuite du ministère russe de l'Intérieur, dont certaines parties détaillaient le déploiement de troupes russes en Ukraine à un moment où le Kremlin y niait une présence militaire. Environ la moitié des données de cette fuite a été publié en 2014 ; l'autre moitié en 2016. WikiLeaks aurait rejeté une demande d'hébergement du cache complet des fichiers en 2016, à une époque où le fondateur Julian Assange se concentrait sur la divulgation des documents du Parti démocrate transmis à WikiLeaks par les pirates du Kremlin.

### 2019
En janvier 2019, DDoSecrets publie des centaines de gigaoctets de documents russes piratés et de courriels de journalistes pro-Kremlin, d' oligarques et de milices.
En novembre 2019, DDoSecrets publie plus de 2 téraoctets de données de la Cayman National Bank and Trust. Les fichiers ont été fournis par le hacktiviste connu sous le nom de Phineas Fisher et comprenaient des listes de clients politiquement exposés de la banque. La fuite a été utilisée par des chercheurs pour étudier comment les élites utilisent les services bancaires offshore,,. En décembre 2019, DDoSecrets a publié "#29 Leaks" en partenariat avec l' Organized Crime and Corruption Reporting Project. Les 450 gigaoctets de données provenaient de Formations House (aujourd'hui The London Office), une "entreprise" qui enregistrait et exploitait des entreprises pour des clients tels que des groupes criminels organisés, des sociétés pétrolières publiques et des banques frauduleuses,,. La publication a été comparée à la fois aux Panama Papers et aux Paradise Papers,,. Les autorités fiscales belges ont ouvert une enquête basée sur les fuites de la banque Cayman et de Formations House.
En décembre 2019, DDoSecrets publie « PacoLeaks » et « MilicoLeaks » : données de la police militaire et militaire chilienne. PacoLeaks a révélé des données sur le personnel de la police, de vastes dossiers de police sur des groupes et des dirigeants d'activistes, et des preuves que la police avait infiltré des groupes d'activistes. MilicoLeaks comprenait des détails sur les renseignements de l'armée chilienne, y compris les opérations, les finances et les relations internationales,.

### 2020
En 2020, DDoSecrets publie une copie du registre des sociétés des Bahamas. DDoSecrets s'est associé à European Investigative Collaborations et à l'école de journalisme allemande Henri-Nannen-Schule pour créer le Tax Evader Radar, un projet visant à examiner l'ensemble de données de près d'un million de documents. Le projet a exposé les avoirs offshore d'éminents Allemands, les activités fiscales d' ExxonMobil, ainsi que des entités commerciales offshore appartenant aux familles DeVos et Prince.
En mars 2020, DDoSecrets publie 156 gigaoctets de données piratées de la Commission des investissements du Myanmar. La fuite révèle comment des millions de dollars auraient été transférés des abonnés de Mytel aux généraux militaires du Myanmar et révèle les relations commerciales des membres de la famille d'éminents chefs militaires.
En avril 2020, DDoSecrets publie près de 10 millions de messages provenant de plus de 100 serveurs Discord utilisés par des groupes de théoriciens du complot néo-nazis et QAnon. Les discussions divulguées montraient des menaces de violence et des tentatives d'influencer les élections de mi-mandat aux États-Unis en 2018.
Le 19 juin 2020, DDoSecrets a publié BlueLeaks, qui consistait en 269 gigaoctets de données internes des forces de l'ordre américaines obtenues à partir de centres de fusion par le collectif de hackers Anonymous. DDoSecrets l'a qualifié de "plus grand piratage publié des forces de l'ordre américaines". Betsy Reed a décrit BlueLeaks comme l'équivalent américain pour l'application de la loi des Pentagon Papers.
En juillet 2020, DDoSecrets a publié des documents relatifs à l'affaire des États-Unis contre le fondateur de WikiLeaks, Julian Assange. Le communiqué comprenait également des journaux de discussion et des lettres entre Assange et diverses sources.

### 2021
En janvier 2021, DDoSecrets a mis à la disposition des journalistes des vidéos extraites de Parler. Certaines de ces vidéos ont ensuite été utilisées comme preuves lors du deuxième procès en destitution de Donald Trump.
En février 2021, DDoSecrets a donné aux journalistes l'accès à des centaines de milliers de documents financiers de la Direction de l'investissement et de l'administration des entreprises du Myanmar (DICA). Justice For Myanmar a qualifié la publication de "plus grande fuite de l'histoire du Myanmar".
Le 28 février, DDoSecrets a révélé "GabLeaks", une collection de plus de 70 gigaoctets de données de Gab, comprenant plus de 40 millions de messages, mots de passe, messages privés et autres informations divulguées. Le groupe a déclaré qu'il ne divulguerait pas les données publiquement car elles contenaient une grande quantité d'informations privées et sensibles, et qu'il partageait plutôt les données avec des journalistes, des spécialistes des sciences sociales et des chercheurs sélectionnés. 
En avril 2021, Distributed Denial of Secrets a mis à la disposition des journalistes et des chercheurs les informations sur les donateurs du site de financement participatif chrétien GiveSendGo . Les informations ont identifié des donateurs de gros dollars auparavant anonymes à des acteurs d'extrême droite, y compris des membres des Proud Boys, dont beaucoup d'efforts de collecte de fonds étaient directement liés à l' attaque du Capitole des États-Unis en 2021.
Toujours en avril 2021, DDoSecrets publie un cache d'e-mails de la mairie de Chicago,. Les e-mails ont révélé que la gestion par la ville des fusillades mortelles par des policiers viole la loi de l'État et un décret de consentement fédéral. Les e-mails ont également révélé le lobbying secret du maire pour une immunité qualifiée, un programme secret de drones financé avec de l'argent non comptabilisé, et les problèmes de la ville avec les poursuites policières et les manifestations de George Floyd,.
En mai 2021, DDoSecrets republie la fuite du département de la police métropolitaine de Washington DC, comprenant plus de 90 000 e-mails. Entre autres choses, les dossiers ont révélé des détails sur la surveillance des extrémistes de droite et la réponse à l'attaque du Capitole des États-Unis en 2021,.
En septembre 2021, DDoSecrets rend publics les e-mails et les journaux de discussion de l'organisation d'extrême droite américaine Oath Keepers. Ils ont également fourni des données sur les membres et les donateurs à la presse. Cela a exposé des centaines de membres des forces de l'ordre, plus d'une centaine de membres ayant des liens avec l'armée et des dizaines de postes politiques,.
En novembre 2021, DDoSecrets publie 1,8 téraoctets de séquences de surveillance par hélicoptère de la police du département de police de Dallas et de la Georgia State Patrol.

### 2022
En février 2022, après que de nombreux donateurs anonymes aient soutenu le Freedom Convoy 2022, DDoSecrets commence à fournir aux journalistes et aux chercheurs une liste piratée des informations personnelles des donateurs de GiveSendGo. Plus tard ce mois-là, GiveSendGo a de nouveau été piraté, exposant les donateurs pour chaque campagne de l'histoire du site, que DDoSecrets a donnée aux journalistes et aux chercheurs.
Pendant la guerre russo-ukrainienne, DDoSecrets publie plus de 40 ensembles de données de fuites russes, totalisant au moins 5,8 téraoctets,. Emma Best a estimé que le groupe avait publié plus de six millions de documents russes en moins de deux mois après le début de la guerre. NBC News rapporte que le site "pourrait être le meilleur référentiel public de tous les fichiers russes prétendument divulgués depuis le début de l'invasion", et The Intercept écrit qu'il était devenu le "foyer de facto" des fuites russes.